# Epirhyssa leuceres
Epirhyssa leuceres är en stekelart som beskrevs av Porter 1978. Epirhyssa leuceres ingår i släktet Epirhyssa och familjen brokparasitsteklar. Inga underarter finns listade i Catalogue of Life.